# نمانیا میلونوویچ
نمانیا میلونوویچ (سیریلیک صربی: Немања Милуновић؛ زادهٔ ۳۱ مهٔ ۱۹۸۹) بازیکن فوتبال اهل صربستان است.
از باشگاه‌هایی که در آن بازی کرده‌است می‌توان به باشگاه فوتبال آلانیا اسپور، باشگاه فوتبال ستاره سرخ بلگراد، و باشگاه فوتبال باته بوریسف اشاره کرد.
وی همچنین در تیم ملی فوتبال صربستان بازی کرده‌است.